# Jassargus infirmus
Jassargus infirmus är en insektsart som beskrevs av Melichar 1903. Jassargus infirmus ingår i släktet Jassargus och familjen dvärgstritar. Inga underarter finns listade i Catalogue of Life.